# Era muda de la animación estadounidense
La era muda de la animación estadounidense (silent age of American animation en inglés) fue el primer período en la historia de la animación estadounidense. Sus primeras caricaturas del cine mudo se remontan, por lo menos, desde 1906 cuando se estrenó Humorous Phases of Funny Faces, y continuaron en producción hasta finales de los años 1920, con el advenimiento del cine sonoro sincronizado. Aunque las animaciones tempranas eran rudimentarias, rápidamente se hicieron más sofisticadas con los clásicos como: Gertie the Dinosaur, El gato Félix, Koko el payaso con Out of the Inkwell y Ko-Ko Song Cartunes, Julius con las Comedias de Alicia, Oswald el conejo afortunado, Farmer Al Falfa con Aesop's Film Fables, Dinky Doodle, así como las primeras adaptaciones animadas de Little Nemo in Slumberland, Mutt y Jeff o Krazy Kat. Además, el período coincidió con los inicios de la animación en stop motion y los efectos especiales, destacando así el largometraje de 1925 El mundo perdido. La mayoría de estas tendencias audiovisuales se desarrollaron notablemente durante la era dorada de la animación estadounidense.
Fue toda una gran novedad. Algunas animaciones mudas tempranas fueron representadas en actos mágicos e influenciadas fuertemente por la tira cómica. Más tarde, fueron distribuidas junto con los noticiarios. Las primeras películas de animación, como las de acción en vivo, vendrían con una partitura musical que tocaría un organista o incluso una orquesta en los más grandes teatros.

## Historia
El arte de la animación se remonta a tiempos prehistóricos y antiguos, cuando las personas dibujaban múltiples imágenes en paredes y vasijas de barro para tratar de capturar la ilusión de la vida. Esto condujo finalmente a la invención del zoótropo en 1834. Sin embargo, no fue sino hasta el advenimiento de la película que la animación comenzó a despegar.
Georges Méliès, creador de los efectos especiales en las películas, fue uno de los primeros cineastas en utilizar la animación con su técnica, como en el cortometraje Viaje a la Luna (1902). Méliès la descubrió cuando su cámara se averió accidentalmente mientras rodaba un autobús que pasaba por allí. Cuando arregló la cámara, pasó por allí un coche fúnebre justo cuando Méliès reiniciaba el rodaje de la película, y el resultado final fue que logró transformar un autobús en un coche fúnebre, que es un efecto de cámara llamado stop trick. Había descubierto que al disparar un fotograma a la vez y al cambiar la imagen entre fotogramas, podía crear la ilusión de movimiento y, por lo tanto, la animación. Esta, a su vez, sería desarrollada notablemente con el stop motion, especialmente con las películas de Segundo de Chomón y Lotte Reiniger, como en el cortometraje El hotel eléctrico (1908) y el largometraje Las aventuras del príncipe Achmed (1926).
James Stuart Blackton fue, posiblemente, el primer cineasta estadounidense en usar técnicas de animación. Varias de sus películas, entre ellas The Enchanted Drawing (1900) y Humorous Phases of Funny Faces (1906), utilizaron versiones modificadas de las primeras técnicas de animación stop motion de Méliès para hacer una serie de los dibujos en pizarra que parecen moverse y remodelarse. Humorous Phases of Funny Faces se cita regularmente como la primera película de dibujos animados.

Otro artista francés, Émile Cohl, creó la película animada de 1908 Fantasmagorie. La película consiste, en gran parte, en unas figuras de palo que se mueven y encuentran todo tipo de objetos morfos, como una botella de vino que se transforma en una flor. También hubo secciones de acción en vivo donde las manos del animador entrarían en la escena. La película se creó dibujando cada fotograma en un papel y luego grabandolos en una película negativa, lo que le dio a la imagen un aspecto de pizarra. Esto convierte a Fantasmagorie en la primera película animada creada utilizando lo que se conoce como animación en cel. 
Tras los éxitos de Blackton y Cohl, muchos otros artistas comenzaron a experimentar con la animación. Uno de esos artistas fue Winsor McCay, quien creó una animación detallada con una minuciosa atención a los detalles. Cada marco fue dibujado en papel, que invariablemente requería fondos y personajes para ser redibujados y animados. Entre las películas más destacadas de McCay se encuentran: Little Nemo (1911), Gertie the Dinosaur (1914) y The Sinking of the Lusitania (1918).
La producción de cortometrajes de animación, generalmente conocidos como "caricaturas", se convirtió en una industria propia durante la década de años 1910, y se produjeron cortometrajes de dibujos animados en cines. El productor de animación más exitoso fue John Randolph Bray, quien, junto con el animador Earl Hurd, patentó el proceso de animación en cel que dominó la industria de la animación durante el resto de la década.

La serie de dibujos animados más popular durante la época del cine mudo fue El gato Félix de Otto Messmer, por parte del estudio de Pat Sullivan. Félix fue creado por primera vez en 1919 con Feline Follies y se convirtió en un gran éxito a lo largo de la década de años 1920. Sin embargo, el estudio tuvo problemas durante el advenimiento de las caricaturas sonoras a principios de los años 1930, cuando la popularidad de Mickey Mouse de Walt Disney se elevó por encima a la de Félix. Sullivan intentó adaptar a Félix creando dibujos animados en sonido, pero no lograron complacer al público y Sullivan cerró el estudio en 1930. 

El gato Félix, símbolo del cine de animación mudo.

Poco después de regresar a Kansas City, Misuri, desde la Primera Guerra Mundial, Walt Disney decidió convertirse en un dibujante de periódicos, dibujando caricaturas políticas e historietas. Sin embargo, nadie contrataría a Disney, por lo que su hermano mayor, Roy O. Disney, que trabajaba como banquero en ese momento, le consiguió empleo en el Pesmen-Rubin Art Studio, donde creó anuncios para periódicos, revistas y cines. Aquí se encontró con el dibujante de cómics Ub Iwerks, los dos se hicieron amigos rápidamente y en enero de 1920, cuando expiró su tiempo en el estudio, decidieron abrir su propia agencia publicitaria, llamada Iwerks-Disney Commercial Artists. Sin embargo, el negocio tuvo un comienzo difícil y Walt se fue temporalmente a Kansas City Film and Ad Co. para recaudar dinero, e Iwerks pronto lo siguió porque no podía manejar el negocio solo.
Mientras trabajaba, aquí hizo anuncios publicitarios para teatros locales utilizando animación con recortes. Disney se fascinó con el arte y decidió convertirse en animador. Luego tomó prestada una cámara del trabajo y alquiló un libro de la biblioteca local, llamado Animated Cartoons: How They Made Made, Their Origin and Development por Edwin G. Lutz, y decidió que la animación en cel produciría una mejor calidad, abriendo su propio estudio de animación. Disney luego se asoció con Fred Harman e hizo su primera película, The Little Artist, que no era más que un artista (Disney) que se tomaba un cigarrillo en su mesa de trabajo. Harman pronto abandonó la empresa, pero Disney pudo llegar a un acuerdo con el dueño del teatro local Frank L. Newman y animó una caricatura titulada Newman Laugh-O-Grams, proyectada aproximadamente en febrero de 1921. Walt luego renunció a su trabajo en la compañía de cine y publicidad, y se incorporó en Laugh-O-Gram Studio en mayo de 1922, contratando a antiguos colegas publicitarios como "estudiantes" de animación no remunerados, incluidos Ub Iwerks y el hermano de Fred Harman, Hugh Harman.

A lo largo de 1922, la compañía produjo una serie de adaptaciones "modernizadas" de cuentos de hadas, como: Caperucita Roja, Los músicos de Bremen, Jack y las habichuelas mágicas, Ricitos de Oro y los tres osos, El Gato con Botas o La Cenicienta. Ninguna de estas películas obtuvo ganancias. La última película hecha por la compañía fue un corto llamado Alice's Wonderland. Libremente inspirado en Las aventuras de Alicia en el país de las maravillas, el cortometraje contó con una niña de cinco años llamada Alicia (Virginia Davis) que vivió aventuras en un mundo completamente animado ("Cartoonland"). Sin embargo, la película nunca estuvo del todo completa, ya que el estudio se declaró en quiebra en el verano de 1923. 
Tras el cierre de Laugh-O-Grams, Walt trabajó como cineasta independiente antes de vender su cámara para un boleto de ida a Los Ángeles. Una vez que llegó, se mudó con su tío Robert y su hermano Roy, quien se estaba recuperando en un hospital gubernamental por la tuberculosis que había sufrido durante la guerra. Después de no conseguir un trabajo como director de películas de acción real, envió el carrete inacabado de Alice's Wonderland a la distribuidora de cortometrajes Winkler Pictures de Margaret J. Winkler, en Nueva York. En ese momento, Winkler estaba distribuyendo tanto los dibujos animados de El gato Félix como los de Out of the Inkwell, pero los hermanos Fleischer estaban a punto de partir para establecer su propia compañía de distribución, Red Seal Films, y el productor de Félix, Pat Sullivan, peleaba constantemente con Winkler. Por lo tanto, Winkler aceptó distribuir las Comedias de Alicia de Disney como una especie de póliza de seguro.

Una vez que Walt recibió la noticia el 15 de octubre, convenció a Roy de que abandonara el hospital y lo ayudara a establecer su negocio. Al día siguiente, el 16 de octubre de 1923, Disney Bros. Cartoon Studio abrió sus puertas en una pequeña oficina alquilada a dos cuadras de la casa de su tío, con Roy manejando negocios y con Walt manejando asuntos creativos. Convencieron a los padres de Virginia Davis, que protagonizó el primer corto de la serie, Alice's Day at Sea, que se lanzaría el 1 de enero de 1924, retrasado por once días. Ub Iwerks fue contratado nuevamente en febrero de 1925 y la calidad de la animación en las Comedias de Alicia mejoró. Esto provocó que Hugh Harman, Rudolf Ising y Carman Maxwell siguieran a Disney en junio de 1925. Por esa época, Davis fue reemplazada por Maggie Gay y las caricaturas comenzaron a enfocarse menos en las escenas de acción real y más en las escenas completamente animadas, particularmente las que presentaban el compañero de Alicia, Julius el Gato. En febrero de 1926, Disney construyó un estudio más grande en el 2719 de la avenida Hyperion y cambió el nombre de la compañía a Walt Disney Cartoons. 
En noviembre de 1923, Winkler se casó con Charles Mintz y le entregó el negocio cuando ella quedó embarazada unos meses más tarde. Mintz a menudo se describía como un tirano frío, severo y despiadado fumador. De hecho, un empleado lo recordaba como: "un hombre de rostro sombrío, con un par de ojos fríos que brillaban detrás de las lentes" y que "nunca hablaba con el personal. Nos miraba como un almirante examinando una fila de soldados". Mientras Winkler había ofrecido críticas y aliento gentil, Mintz se comunicó con Disney en un tono cruel. En 1927, Mintz ordenó a Disney que dejara de producir las Comedias de Alicia debido a los costos de combinar acción en vivo y animación. Mintz logró obtener un acuerdo de distribución con Universal Studios. Asimismo, fue Mintz quien firmó el trato. El animador de Disney, Ub Iwerks diseñó el personaje Oswald el conejo afortunado, que debutó en Trolley Troubles en 1927. La serie de Oswald fue un éxito y se convirtió en el primer éxito para el estudio de Disney.

En la primavera de 1928, Disney viajó a Nueva York para pedirle a Mintz un aumento en el presupuesto. Mintz negó severamente su pedido y señaló que, en el contrato que Mintz había firmado con Universal Studios, era Universal y no Disney quien poseía los derechos del personaje. Mintz le reveló a Disney que había contratado a la mayoría de su personal fuera del estudio (a excepción de Ub Iwerks, Les Clark y Wilfred Jackson que se negaron a irse) y amenazó que, a menos de que tomara una reducción del presupuesto del 20%, dejaría Disney y continuaría la serie de Oswald solo. Walt se negó y Winkler Pictures abandonó su distribución. 

Oswald, última superestrella del cine de animación mudo.

Mientras que Disney estaba terminando los dibujos animados restantes para Mintz, Disney y su equipo secretamente idearon un nuevo personaje de dibujos animados para reemplazar a Oswald: Mickey Mouse. En 1928, Plane Crazy se convirtió en la primera entrada en la serie de Mickey Mouse. Sin embargo, no fue estrenado debido a una reacción deficiente de las pruebas de detección y no pudo obtener un distribuidor. La segunda caricatura de Mickey Mouse, The Gallopin' Gaucho, tampoco logró atraer la atención del público y a un distribuidor. Disney sabía lo que faltaba: sonido. El cine sonoro cautivó al público desde 1927 con The Jazz Singer y Walt decidió que el siguiente cortometraje de dibujos animados, Steamboat Willie, tendría sonido. Steamboat Willie no fue el primer dibujo animado sonoro, Max y Dave Fleischer produjeron las Ko-Ko Song Cartunes desde 1924. Sin embargo, no lograron mantener el sonido sincronizado con la animación. Las Song Car-Tunes no fueron un éxito y algunos miembros del personal dudaron si una caricatura con sonido tendría éxito. Así que Disney organizó una proyección previa especial con la música y los efectos de sonido, que se reproducían en vivo detrás del escenario a través de un micrófono. La prueba de detección de Steamboat Willie fue un éxito y logró obtener un distribuidor, el jefe de Celebrity Pictures Pat Powers. Sin embargo, el primer intento de sincronizar el sonido con la animación fue un desastre con el tiempo equivocado. De hecho, para financiar la segunda grabación, Walt vendió su automóvil. Esta vez, usó una pista con metrónomo para mantener a sus músicos en el compás. Más tarde, Disney aprendió que era más fácil grabar el diálogo, la música y los efectos de sonido primero para animar el sonido. Poco más de un mes antes del estreno de Steamboat Willie, Paul Terry lanzó su caricatura en sonido Dinner Time. Sin embargo, no fue un éxito financiero y Walt Disney lo describió como "un montón de alboroto".
Aunque fue en Francia donde surgieron los primeros dibujos animados mudos de Émile Reynaud en 1892, con las Pantomimes Lumineuses, y en Argentina surgió el primer largometraje animado mudo en 1917, con El Apóstol, y el primer largometraje animado sonoro sincronizado en 1931, con Peludópolis, ambas de Quirino Cristiani, fue la animación muda estadounidense la que llegó a extenderse globalmente. De hecho, en Japón, varios de los primeros cortometrajes mudos y sonoros de anime constantemente imitaban a estas producciones, como Norakuro. Viéndose desde la perspectiva global, los dibujos animados mudos surgieron desde 1892 y continuaron hasta que se desarrolló el cine sonoro sincronizado a finales de los años 1920. Prácticamente, muchas de las características estéticas de esta época influenciaron en su período sucesor, especialmente, con el desarrollo del rotoscopio.

## Lista de animaciones mudas
A continuación, una lista de las principales animaciones y sus productores:
- James Stuart Blackton: Humorous Phases of Funny Faces (1906), citada como la primera película animada en los Estados Unidos.
- Winsor McCay: Little Nemo (1911), How a Mosquito Operates (1912), Gertie the Dinosaur (1914), The Sinking of the Lusitania (1918), The Centaurs (1921) y Dreams of a Rarebit Fiend (1921).
- John Randolph Bray: Colonel Heeza Liar (1913-1924).
- Bray Productions: Bobby Bumps (1915-1925) y Krazy Kat (1920-1921).
- Willis O'Brien: The Dinosaur and the Missing Link: A Prehistoric Tragedy (1915), The Ghost of Slumber Mountain (1918) o El mundo perdido (1925), animación stop motion.
- Paul Terry y Van Beuren Studios: Farmer Al Falfa (1915-1916) y Aesop's Film Fables (1921-1929).
- International Film: Phables (1915-1916), Krazy Kat (1916-1917) y The Katzenjammer Kids (1916-1920).
- Barré Studio: Mutt y Jeff (1916-1926).
- Max y Dave Fleischer: la invención del rotoscopio, Koko el payaso con Out of the Inkwell (1918-1929) y las primeras pruebas sonoras con Ko-Ko Song Cartunes (1924-1927).
- Otto Messmer y Pat Sullivan: El gato Félix (1919-1930), la primera superestrella de dibujos animados.
- John Coleman Terry: Joys and Glooms (1921).
- Walt Disney y Ub Iwerks: Laugh-O-Gram (1921-1923), Julius con las Comedias de Alicia (1923-1927) y los cortometrajes de Oswald el conejo afortunado (1927-1928). En 1928, Mickey Mouse y Minnie Mouse debutarían en los cortos Plane Crazy y The Gallopin' Gaucho antes de estrenarse Steamboat Willie.
- Walter Lantz: Dinky Doodle (1924-1926).
- Screen Gems: Krazy Kat (1925-1929).
- Charley Bowers fue un comediante y animador que hizo muchas películas estrafalarias en la década de 1920 combinando animación stop motion y comedia. Muchas de ellas se han perdido, pero algunas se han lanzado recientemente en DVD.
- Importantes distribuidores de películas animadas: Margaret J. Winkler, Charles B. Mintz, Educational Pictures, Bijou Films y Red Seal Pictures.

## Citas
Varios animadores de este período expresaron sus experiencias sobre las innovaciones de la época:

"Espero y sueño que llegue el momento en que artistas serios hagan cuadros maravillosos que amarán y vivirán de manera realista y serán mucho más interesantes y maravillosos que los cuadros que ahora ves en lienzo. Creo que si Miguel Ángel estuviera vivo hoy vería inmediatamente las maravillas... El artista puede hacer que sus escenas y personajes vivan en lugar de quedarse quietos en los lienzos de los museos de arte."
Winsor McCay, hablando durante una transmisión de radio de WNAC en Nueva York, 1927.

"Aunque todo era posible en el mundo del dibujante, tuvimos que descubrir poco a poco lo que podíamos hacer. Los primeros artistas no pensaban en desafiar la gravedad. Fue descubierto por accidente."
Ted Sears, en referencia a Albert Hurter quien creó por accidente un gag que desafiaba la gravedad en una caricatura de Mutt y Jeff.

"Los primeros días de la animación en Nueva York fueron una época emocionante. El negocio atrajo a una raza extraña (cartelistas, empresarios, caricaturistas), la mayoría de ellos fracasados. La regla era: si podías sostener un lápiz, podías animar. Pero éramos un grupo muy dedicado. Éramos pioneros en una nueva industria y nos divertíamos mucho haciéndolo. Y dinero. Cuando era niño, ganaba ciento cincuenta dólares a la semana. Algunos animadores ganaban cuatrocientos dólares a la semana. Gran dinero en esos días."
Dick Huemer, recordando sus primeros días en el reciente mercado de la animación estadounidense.

## Legado

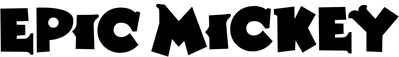
Logo del videojuego Epic Mickey.

En producciones posteriores, como la película de 1988 ¿Quién engañó a Roger Rabbit?, la serie animada The Twisted Tales of Felix the Cat y el videojuego Epic Mickey, aparecen múltiples referencias y homenajes a las animaciones originadas en este período. Asimismo, muchos personajes animados de esta época consiguieron también fama en los cómics.
Varias animaciones mudas de este período han sido seleccionadas en el libro The 50 Greatest Cartoons de Jerry Beck, más en la lista de películas estadounidenses del National Film Registry. Cabe señalar que la era muda suele considerarse un precursor de la era dorada de la animación estadounidense, ya que ambos períodos se entrelazan debido a que comparten su principal medio de difusión comercial en la historia del cine de animación.